# Gaia (Valensia)
Gaia is een nummer geschreven en gezongen door de Nederlandse zanger-muzikant Valensia. Het nummer is afkomstig van het debuutalbum van Valensia, getiteld Valensia uit december 1993. Op 30 oktober dat jaar werd het nummer op single uitgebracht.

## Achtergrond
De single werd uitsluitend een hit in het Nederlandse taalgebied. In Nederland werd de single in eerste instantie veel gedraaid door dj Frits Spits en producer-invaller Tom Blomberg in het populaire NOS radioprogramma De Avondspits op toen Radio 3 en was in week 44 van 1993 de 40e Radio 3 Megahit  en werd een gigantische hit in de destijds twee landelijke hitlijsten op de nationale publieke popzender. De single bereikte de 2e positie in zowel de Nederlandse Top 40 (t/m 18 december 1993 te horen in Veronica zendtijd op Radio 3 en vanaf 18 juni 1993 ook op destijds Radio 538 als in de destijds nieuwe publieke hitlijst op Radio 3; toentertijd de Mega Top 50.
In België bereikte de single de 50e positie in de voorloper van de Vlaamse Ultratop 50. In de Vlaamse Radio 2 Top 30 en in Wallonië werd géén notering behaald.
Sinds de editie van december 2001 staat de single onafgebroken genoteerd in de jaarlijkse NPO Radio 2 Top 2000 van de Nederlandse publieke radiozender NPO Radio 2, met als hoogste notering tot nu toe een 639ste positie in 2024.

## Hitnoteringen

### Nederlandse Top 40
| Positie: | 31 | 15 | 7 | 2 | 2 | 4 | 6 | 8 | 15 | 22 | 34 | uit |

### Mega Top 50
Hitnotering: 13-11-1993 t/m 29-01-1994. Hoogste notering: #2 (2 weken).

### NPO Radio 2 Top 2000
| Nummer met noteringen in de NPO Radio 2 Top 2000 | '01  | '02 | '03  | '04  | '05 | '06  | '07  | '08  | '09 | '10 | '11 | '12 | '13 | '14 | '15 | '16 | '17 | '18  | '19  | '20  | '21 | '22 | '23 | '24 |
| ------------------------------------------------ | ---- | --- | ---- | ---- | --- | ---- | ---- | ---- | --- | --- | --- | --- | --- | --- | --- | --- | --- | ---- | ---- | ---- | --- | --- | --- | --- |
| Gaia                                             | 1053 | 801 | 1095 | 1005 | 874 | 1075 | 1013 | 1011 | 907 | 885 | 876 | 760 | 859 | 889 | 712 | 945 | 717 | 1087 | 1102 | 1270 | 968 | 790 | 775 | 639 |

1. ↑  Een vetgedrukt getal geeft de hoogste notering aan.
2. ↑  2001 was het eerste jaar met een notering voor dit nummer.